# Новониколаевское (Павлоградский район)
Новониколаевское (укр. Новомиколаївське) — село,
Поперечненский сельский совет,
Павлоградский район,
Днепропетровская область,
Украина.
Код КОАТУУ — 1223587103. Население по переписи 2001 года составляло 62 человека .

## Географическое положение
Село Новониколаевское находится на берегу пересыхающей безымянной речушки,
ниже по течению на расстоянии в 3 км расположено село Ивано-Межерецкое (Юрьевский район).
На расстоянии в 4 км расположено село Поперечное.

## Происхождение названия
На территории Украины 2 населённых пункта с названием Новониколаевское.